# Sibollus
Sibollus is een geslacht van hooiwagens uit de familie Gonyleptidae.
De wetenschappelijke naam Sibollus is voor het eerst geldig gepubliceerd door Roewer in 1929. 

## Soorten
Sibollus is monotypisch en omvat slechts de volgende soort:
- Sibollus margaritatus